# Breza (Eslováquia)
Breza é um município da Eslováquia, situado no distrito de Námestovo, na região de Žilina. Tem 22,52 km² de área e sua população em 2018 foi estimada em 1.627 habitantes.

## Demografia
| Ano:        | 1994 | 2004   | 2014   | 2024   |
| ----------- | ---- | ------ | ------ | ------ |
| Broj ljudi: | 1396 | 1513   | 1604   | 1639   |
| Razlika:    |      | +8,38% | +6,01% | +2,18% |

| Ano:               | 2023 | 2024   |
| ------------------ | ---- | ------ |
| Número de pessoas: | 1636 | 1639   |
| Diferença:         |      | +0,18% |